# 阿野家
阿野家（あのけ）は、藤原北家閑院流滋野井家庶流にあたる公家・華族である。公家としての家格は羽林家、華族としての家格は子爵家。
分家に山本家（羽林家・子爵家）と奈良華族の北大路家（男爵家）がある。

## 歴史
藤原成親の四男で滋野井実国の猶子である公佐を家祖とする。源義朝の七男で義経の同母兄である阿野全成（駿河国駿東郡阿野荘領主）の娘が阿野荘の一部を相続して公佐に嫁した後、公佐と全成娘の子孫が代々これをそのまま相続し、やがて「阿野」が一流の家名となった。
家祖公佐の官歴は不詳だが、その子実直は宝治3年（1249年）公卿に列した。実直の子には公寛と公仲がおり、家系もこの二流に分かれたが、近代まで続くのは後者である。公寛の子孫は季長以後公卿に昇った者はおらず、実益が嫡家である滋野井家の遺跡を再興した。阿野家の嫡流となった3代公仲と4代公廉は不遇に終わるが、その子5代実廉は後醍醐天皇に仕えて公卿に昇り、妹の廉子は天皇の後宮に入って後村上天皇を産んだ。この縁から阿野家は代々南朝に仕えたが、これが家の分裂や弱体化を避けることにつながり、南北朝合一後も公家社会に留まることを可能にしたとみられる。南朝では、6代季継が権大納言に、8代実為が後亀山天皇の信任を得て異例の内大臣に昇進したほか、その子9代公為も権中納言に進んだものとみられるが、彼については北朝から叙任を受けた形跡もある。10代実治は合一後の朝廷に仕えて権中納言となり、中流公家の家格を保持したが、その子11代公熙は応仁の乱で西軍に属し、その子13代季綱は将軍足利義稙の信頼を得たものの参議のまま頓死する。これを継いだ14代季時も早世したために後嗣なく、ここに阿野家は中絶することとなった。
その約半世紀後、季時の孫16代実顕が阿野家を再興する。実顕は慶長17年（1612年）公卿に列して正二位権大納言に進み、江戸時代の阿野家はこれを極位極官としたが、40代で没した者が多い関係で実際に極位極官に達したのは18代公業・19代実藤・21代公緒・23代公縄の4代にとどまる。
家格は羽林家・旧家・外様。江戸時代の家禄は478石。菩提所は松林院。家業は神楽・有職故実。家紋は唐花。近衛家の家礼。
明治維新後の太政官政府で27代公誠は参与に補任された。明治2年に公家と大名家が華族として統合されると阿野家も公家として華族に列し、明治17年（1884年）7月7日の華族令の施行で華族が五爵制になると、同8日に大納言直任の例がない旧堂上家として公誠の子実充が子爵を授けられた。

## 歴代当主
1. 阿野公佐（？ - ？）
2. 阿野実直（1209年 - 1251年）
3. 阿野公仲（？ - ？）
4. 阿野公廉（？ - ？）
5. 阿野実廉（1288年 - ？）
6. 阿野季継（？ - 1355年？）
7. 阿野実村（？ - ？）
8. 阿野実為（？ - 1399年頃）
9. 阿野公為（？ - 1403年頃）
10. 阿野実治（1393年？ - 1449年）
11. 阿野公熙（1418年 - 1472年）
12. 阿野季賢（1454年 - ？）
13. 阿野季綱（1471年 - 1511年）
14. 阿野季時（1507年 - 1532年）
15. 阿野実時（？ - 1606年）
16. 阿野実顕（1581年 - 1645年）
17. 阿野公福（1598年 - 1619年）
18. 阿野公業（1599年 - 1683年）
19. 阿野実藤（1634年 - 1693年）
20. 阿野実字（1665年 - 1689年）
21. 阿野公緒（1666年 - 1741年）
22. 阿野実惟（1700年 - 1743年）
23. 阿野公縄（1728年 - 1781年）
24. 阿野実紐（1746年 - 1786年）
25. 阿野公倫（1773年 - 1800年）
26. 阿野実典（1798年 - 1838年）
27. 阿野公誠（1818年 - 1879年）
28. 阿野実允（1850年 - 1887年）
29. 阿野季忠（1886年 - 1944年）
30. 阿野佐喜子（1935年 - ）

## 武家の阿野氏
阿野全成を祖とする武家に阿野氏がある。全成の嫡男時元の系統が嫡流だが、時元が討たれた後は振るわず、大きな所領も与えられず守護にも任命されなかったことから発展せず、南北朝期には記録が絶えている。新田義貞により最終的に嫡流は滅ぼされたともされる。
庶流は駿河から各地に広がった。新田氏・足利氏よりも清和源氏嫡流に近かったが、勢力は弱かった。